# Ezion-Geber

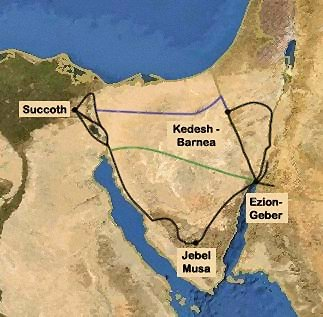
Mappa con i probabili tragitti dell'Esodo, che mostra la probabile posizione di Ezion-Geber.

Ezion-geber, l'attuale Tall al-Khalīfah, era il porto di mare di Salomone e degli ultimi re di Giuda, situato all'estremità settentrionale del golfo di Aqaba in quello che è oggi il muḥāfaẓah (governatorato) di Maʿān, in Giordania. Il sito venne scoperto indipendentemente dagli archeologi Fritz Frank e Nelson Glueck. Gli scavi di Glueck (1938-40) dimostrarono che il sito era un insediamento fortificato circondato da spesse mura tra il X e il IV secolo a.C. Venne quasi certamente fondato verso il 950 a.C. da Salomone, che lo utilizzò sia come porto per i commerci con Ophir che come raffineria su grande scala per il rame.